# Jules Charlet
Jules Charlet, né à Londres en 1823, il fut guillotiné à Belley (Ain), le 29 juin 1852.

## Biographie
Comme son père, il était ouvrier ébéniste, établi à Londres, jusqu’en 1848, puis au faubourg Saint-Antoine à Paris, et enfin à Genève. Il était d'une famille protestante réfugiée à Genève après la révocation de l’Édit de Nantes, revenue en France, et qui s’était de nouveau exilée en Angleterre en 1815.
Jules Charlet, à l'âge de 16 ans, s'installe à Genève ; il parcourt la Suisse et l'Italie jusqu'à Turin. En 1843, il se fixe à Lyon. En 1848, il est armé et incorporé dans la défense républicaine de Lyon. Il fut séduit par les discours de Louis-Napoléon Bonaparte et avait ardemment soutenu, au 10 décembre 1848, la candidature de celui-ci ; il avait même distribué des bulletins, appuyé, propagé, colporté ; l’élection fut pour lui un triomphe.
En 1849, accusé de détenir des armes chez lui, il est condamné à deux années de prison ; il s'en évade après quatre mois et se réfugie à Genève où il milita parmi les Français victimes des Journées de Juin ou opposés au prince-président.
Pour défendre la République contre le coup d'État bonapartiste du 2 décembre 1851, des réfugiés français en Suisse passèrent la frontière en armes, traversèrent le Rhône près d’Anglefort (Ain) et entrèrent dans le département de l’Ain. Charlet se joignit à eux. Le 5 décembre, à Seyssel (Ain), la petite troupe rencontra les douaniers qui voulurent s’opposer à leur passage. Un engagement eut lieu, le douanier Guichard fut mortellement blessé.
Charlet fut arrêté, le 6 décembre ; Guichard, qui mourut durant l'instruction, désigna Charlet comme son assassin.
Un premier jugement du conseil de guerre de Lyon le condamne, avec deux de ses compagnons, Pothier et Champin, aux travaux forcés. Ce premier jugement fut cassé et le deuxième conseil les condamna à mort ; Charlet seul fut exécuté, à Belley, le 29 juin 1852.

## Hommages
- Louis-Auguste Rogeard, dédicace son recueil de poèmes Pauvre France!, Paris & Bruxelles : chez tous les libraires, 1870 (Consultable en ligne) :
 « À la mémoire du citoyen Charlet, guillotiné à Bourg (Ain) l'an 59 de la République pour avoir défendu l'ordre et les lois. »